# Ca l'Americano (Teià)
|  | No s'ha de confondre amb Ca l'Americano. |

Ca l'Americano és un mas de Teià (Maresme) inclos a l'Inventari del Patrimoni Arquitectònic de Catalunya.

## Descripció
Edifici aïllat de planta quadrada, amb coberta de teula àrab a diversos vessants col·locada sobre una plataforma que n'eleva l'alçada delimitada per una balustrada.
La façana principal combina finestres rectangulars (als laterals) i d'arc de mig punt (a la part central). Està coronada per un timpà semicircular decorat amb motius florals policromats i una inscripció que hi posa 1923 i les inicials M.P. Sota el timpà hi ha una cornisa que delimita la façana en horitzontal amb decoració.
Gran part de la coberta és un terrat delimitat per una balustrada, al mig del qual s'hi eleva un cos central amb una coberta cònica.

## Història
Fou construïda per un comerciant indià de Teià l'any 1923, quan es retirà l'any 1927 hi vivia a temporades. El cognom de la família era Raméntol i Novell.